# Hiroshima Green Arena

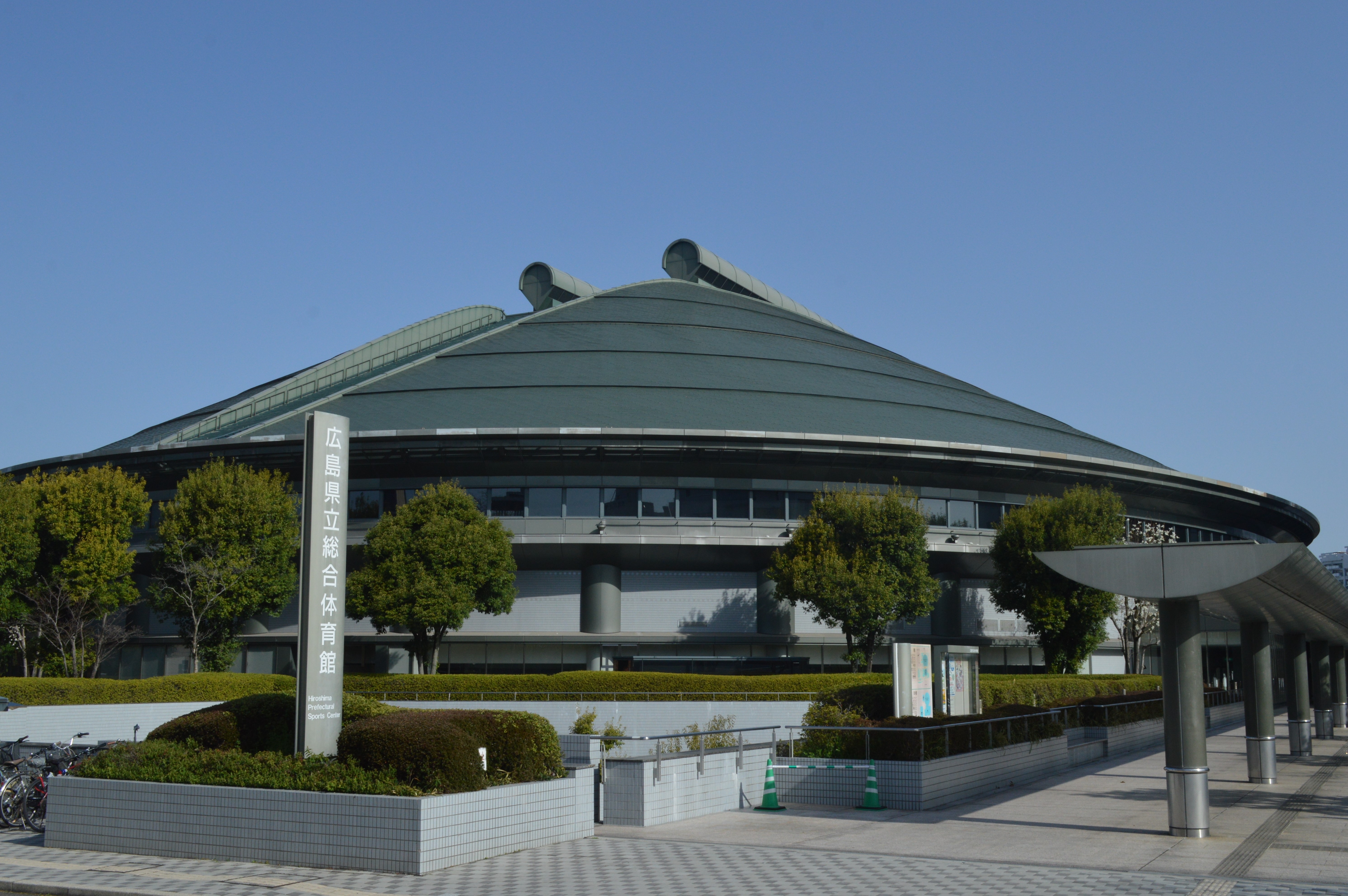
Fotografía del centro deportivo.

El Hiroshima Green Arena es un centro deportivo cubierto que se Hiroshima, Japón. Tiene Una capacidad para 10 000 personas y fue inaugurado en 1994.
En 2006 mismo año se celebró en la arena la Grupo B del Campeonato Mundial de Baloncesto.